# Hypoalbuminemi
Hypoalbuminemi är en medicinsk term som används för att beskriva onormalt låga nivåer av albumin i blodet. Det är en typ av hypoproteinemi.
Hypoalbuminemi förekommer vid inflammation, malabsorption och leverskada. Hypoalbuminemi kan orsaka ödem via minskat kolloidosmotiskt tryck.